# Miguel Tello (compositor)
Miguel Tello (¿Teruel?, ¿? - Murcia, ¿?; fl. 1652-1690) fue un compositor y maestro de capilla español.

## Vida

### Magisterio en Teruel
Tras el regreso de Jerónimo Murciano a Albarracín, la plaza de maestro de capilla de la Catedral de Teruel quedó vacante. Las oposiciones organizadas para ocupar el puesto fueron ganadas por Tello, que comenzó su maestría en 1652. En Teruel fue maestro de Crisanto Jacinto de Escobar, que sería maestro de capilla de Teruel entre 1684 y 1685, y de Clemente Barrachina.
Durante su estancia en Teruel se presentó en Salamanca para pretender la plaza de maestro de capilla de la Catedral, que había dejado vacante Andrés Barea en 1653, pero fue rechazado «que no le hallaba sufiçiente para dicho officio.»
Permaneció en la Catedral de Teruel cinco años, hasta 1657. La maestría vacante en Teruel fue ocupada en julio de 1658 por José Hinojosa.

### Magisterio en Murcia y Sevilla
En 1657 aprobó las oposiciones a la maestría de la Catedral de Murcia, por lo que pasó a ejercer el cargo.
En 1673 había quedado vacante la maestría de la Catedral de Sevilla, tras la partida de Juan Sanz, que regresaba a Madrid. La partida de Sanz era una señal de la decadencia de la capilla hispalense. El 28 de marzo de 1673 Miguel Tello fue nombrado maestro de Sevilla, sin oposición.

[...] atendiendo a los informes [...] de diversas partes, confirmando todos en que el dicho Miguel Tello era el sujeto más a propósito, por su grande habilidad y buenas prendas, para ocupar el magisterio [...]

Sin permiso del Cabildo, se ausentó el 1 de octubre de 1674. Fue requerido en Murcia, pero no aceptó. Sin embargo, se sabe que en 1677 era el maestro de capilla de la Catedral de Murcia por diversas cartas que Francisco Lizondo escribió a Miguel de Irízar. La vacante hispalense fue ocupada por Alonso Xuárez en 1675.

## Obra
En Teruel se conservan 16 de sus composiciones. Y en Sevilla, un Motete en honor de San Fernando a siete voces y una decena de villancicos. También se conservan obras suyas en el Colegio del Corpus Christi de Valencia, la Catedral de Segorbe, la Catedral de Valencia, en San Lorenzo de El Escorial y en la Catedral de Zaragoza.
En el Diccionario de la Música Española e Hispanoamericana se mencionan las siguientes obras:
| - Villancicos: - Ah del imperio del sol, a cuatro voces; - Al baratillo, a cuatro voces; - Amor, si eres apacible, a dos voces; - Ay, que me abraso, a dos voces; - Cielos, al cielo más puro, a cuatro voces; - Huye, zagaleja, a cuatro voces; - Lamentad, padeced, a cuatro voces; - Luciente aurora, a una voz; - Si desmayos padece la vista, a tres voces; - Pastores yo vivo, Al amor pastores, a tres voces; - Al enfermo del amor, a tres voces; - Si de que tembleis mi Dios, a cuatro voces. | - Motetes: - Sancte Ferdinande, a siete voces. - Tonos: - Sacro febo, a tres voces - A mi enamoradito, a cuatro voces; - Pastores de las selvas, a cuatro voces. |